# Adobe InCopy
Adobe InCopy là một phần mềm xử lý văn bản chuyên nghiệp của Adobe Systems. Chương trình được tích hợp vào Adobe InDesign. Phần mềm này được dùng rất nhiều trong việc làm market báo và tạp chí.
InCopy cho phép biên tập viên soạn, chỉnh sửa và thiết kế (kiểu mẫu, kiểu chữ, v.v...) để xuất bản. Chương trình bao gồm các chức năng của một trình xử lý văn bản chuẩn như "kiểm lỗi chính tả", "theo dõi thay đổi", và "đếm từ", v.v..., chức năng xem trước cho thấy được bố cục tờ báo, cho phép biên tập viên nhìn một cách tổng thể tờ báo trước khi xuất bản.
Trong thị trường thương mại, InCopy là đối thủ trực tiếp của Quark CopyDesk, ra mắt lần đầu năm 1991.